# Municipio de Bay (Míchigan)
El municipio de Bay (en inglés: Bay Township) es un municipio ubicado en el condado de Charlevoix en el estado estadounidense de Míchigan. En el año 2010 tenía una población de 1122 habitantes y una densidad poblacional de 22,93 personas por km².

## Geografía
El municipio de Bay se encuentra ubicado en las coordenadas 45°17′58″N 85°2′54″O / 45.29944, -85.04833. Según la Oficina del Censo de los Estados Unidos, el municipio tiene una superficie total de 48.93 km², de la cual 40,27 km² corresponden a tierra firme y (17,7 %) 8,66 km² es agua.

## Demografía
Según el censo de 2010, había 1122 personas residiendo en el municipio de Bay. La densidad de población era de 22,93 hab./km². De los 1122 habitantes, el municipio de Bay estaba compuesto por el 97,77 % blancos, el 0,27 % eran amerindios, el 0,27 % eran asiáticos, el 0,09 % eran de otras razas y el 1,6 % eran de una mezcla de razas. Del total de la población el 0,36 % eran hispanos o latinos de cualquier raza.